# Chaka Fattah
Chaka Al Fattah, född 21 november 1956 i Philadelphia som Al Davenport, är en amerikansk demokratisk politiker. Han representerar delstaten Pennsylvanias andra distrikt i USA:s representanthus sedan januari 1995.
Han var ledamot av delstatens representanthus 1983–1988 och ledamot av delstatens senat i Pennsylvania 1988–1994. Han besegrade i demokraternas primärval 1994 den sittande kongressledamoten Lucien Blackwell och blev sedan invald i USA:s representanthus i själva kongressvalet.
Han tillkännagav i november 2006 sin kandidatur i borgmästarvalet i Philadelphia. Demokraternas primärval kommer att hållas i maj 2007.
Fattah är baptist. Han är motståndare till Irakkriget och stödjer kongressledamoten John Murthas krav för att dra trupperna tillbaka från Irak.